# Alsou
Alsou, pseudonimo di Alsu Ralifovna Abramova, nata Safina (in russo Алсу Ралифовна Абрамова?; Bugul'ma, 27 giugno 1983), è una cantante russa, rappresentante della Russia all'Eurovision Song Contest 2000 col brano Solo.

## Biografia
Nata nel Tatarstan, è di origine tatara e musulmana.
Ha iniziato l'attività di cantante all'età di 15 anni. Nel 1999 ha scelto di farsi chiamare solo Alsou. Nel 2000 ha ottenuto un grande successo con l'album eponimo. Ha partecipato all'Eurovision Song Contest 2000 con il brano Solo.
Nel giugno 2001 ha pubblicato l'album Alsou in lingua inglese, anticipato dal singolo Before You Love Me.
Nel 2003 è uscito il suo secondo album russo, intitolato 19, seguito da un altro album russo nel 2008. 
Nel 2008 ha anche pubblicato un album in lingua tatara.
Nel 2009 ha co-condotto la finale dell'Eurovision Song Contest 2009 tenutosi a Mosca insieme a Ivan Urgant.
Nel 2013 ha pubblicato Inspired, album in inglese registrato tra il 2003 e il 2005 e diffuso in edizione limitata.

## Vita privata
Nel 2006 ha sposato Yan Abramov, un milionario nato in una famiglia juhuro. Ha avuto due figlie: Safi'na (7 settembre 2006) e Mikella (29 aprile 2008).

## Discografia

### Album in studio
- 1999 – Alsou
- 2002 – Mne prisnilas' osen'
- 2003 – 19
- 2008 – Samoe glavnoe
- 2008 – Tugan tel
- 2001 – Alsou
- 2011 – Feja dobrych snov
- 2013 – Inspired...
- 2014 – Ty - ėto svet
- 2015 – Pis'ma, prišedšie s vojny
- 2020 – Ja choču odet'sja v beloe

### Raccolte
- 2020 – Greatest Hits

### Singoli
- 2000 – Solo
- 2004 – Always on My Mind
- 2011 – Oblako volos
- 2018 – Love U Back
- 2018 – Ne molči
- 2019 – Geroi ljubimych romanov
- 2019 – K tebe
- 2019 – Ne molči
- 2020 – Vol'ter
- 2021 – Neba sin'
- 2021 – Raznye (con Emin)
- 2021 – Ja ljublju tebja
- 2022 – Zamelo (con Vladimir Širokov)
- 2023 – Skučaju vopreki
- 2023 – Budu ja ljubit' (con Natan)
- 2024 – Ja učus' ne bojat'sja